# Secondigné-sur-Belle
Secondigné-sur-Belle é uma comuna francesa na região administrativa da Nova Aquitânia, no departamento de Deux-Sèvres. Estende-se por uma área de 24,39 km². Em 2010 a comuna tinha 516 habitantes (densidade: 21,2 hab./km²).